# Кейн-Крік
Кейн-Крік (англ. Kane Creek) — родовище калійних солей в США, в штаті Юта, за 13 км від міста Моаб. Відкрите в 1924 році, видобуток розпочато в 1965 році.

## Характеристика
Розміщене в межах калієносного басейну. Калійні солі вугільного періоду залягають в антикліналі Кейн-Крік на глибині 850—1170 м. Встановлені 3 промислові горизонти калійних солей. Промислові і перспективні запаси калійних солей із змістом K2O 20-30% (в середньому 25%) близько 230 млн т.

## Технологія розробки
Розробка здійснюється способом розчинення солей. Видобутий розсіл випаровується в спеціальних ставках.